# Cầu Cửa Đại
Cầu Cửa Đại bắc qua sông Thu Bồn, nối thành phố Hội An với huyện Duy Xuyên, trên tuyến đường ven biển tỉnh Quảng Nam.

## Chủ đầu tư
Công trình được giao cho Ban Quản lý Khu kinh tế mở Chu Lai làm chủ đầu tư, Nhà thầu liên doanh Cienco 5-Cienco 4. Các đơn vị thi công trực tiếp: Công ty CP Xây dựng công trình 510,585,501, 507(Trung tâm 768) thuộc Cienco5, Công ty CP 479 thuộc Cienco 4 và Công ty Đạt Phương. Công ty Cổ phần Tư vấn cầu lớn hầm thiết kế và giám sát, Ban Quản lý dự án 85 thuộc Bộ Giao thông vận tải là đơn vị Tư vấn QLDA.

## Vốn đầu tư
Giai đoạn đầu lập dự án vào năm 2008, Cầu Cửa Đại được UBND tỉnh Quảng Nam phê duyệt tại Quyết định 2337/QĐ-UBND vào ngày 17 tháng 7 năm 2009. Dự án cầu này có tổng mức đầu tư ban đầu là 2.480 tỷ đồng, với thời gian dự kiến thi công là 3 năm 6 tháng. Tuy nhiên, do thời gian thi công kéo dài, giá cả biến động, đến khi hoàn thành thì công trình đã tăng tổng mức đầu tư lên 3.450 tỷ đồng, vượt so với tổng dự toán phê duyệt gần 1.000 tỷ đồng..

## Thông số kỹ thuật

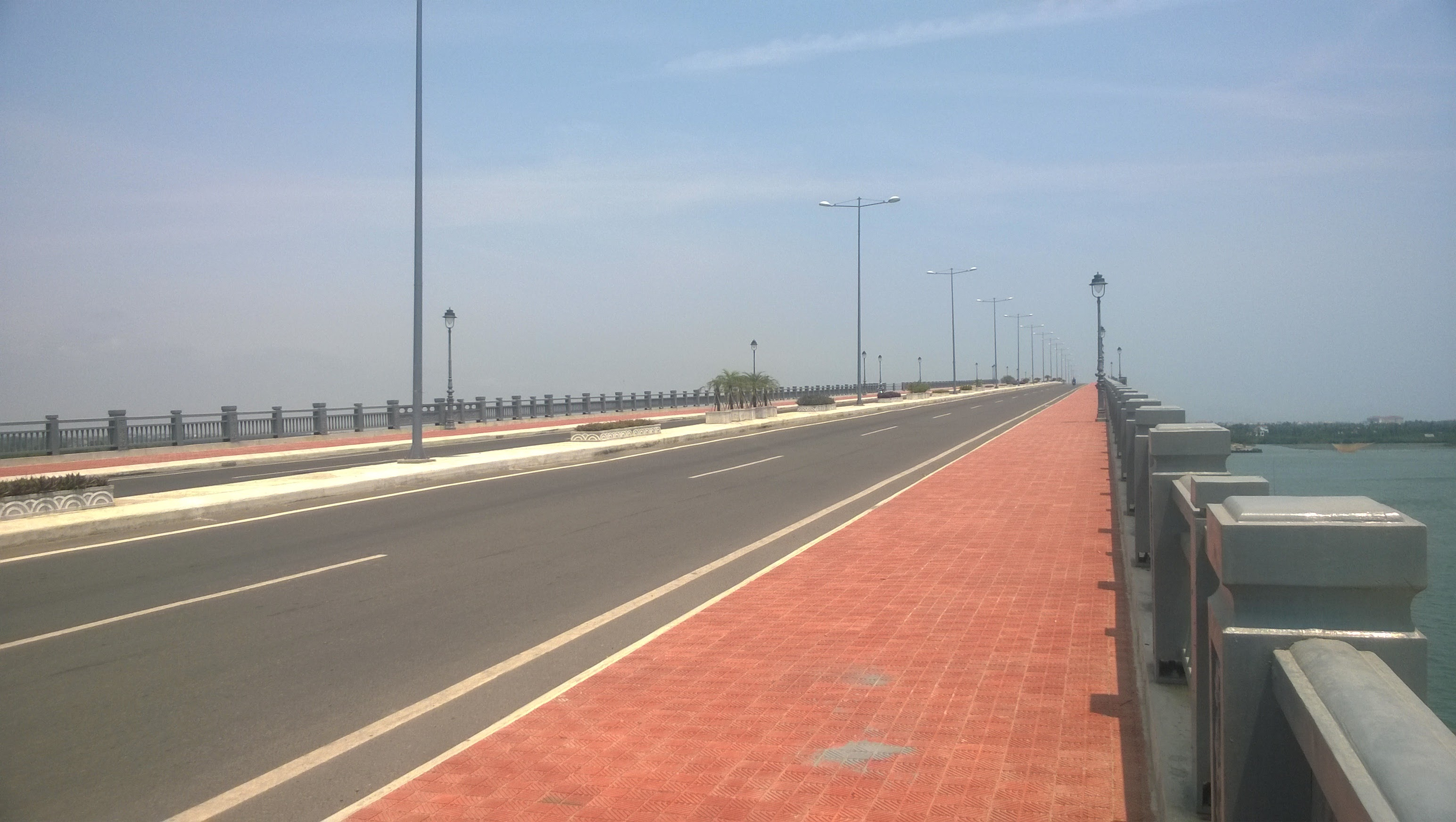
Cầu Cửa Đại

Tổng chiều dài tuyến của cầu Cửa Đại là 18,3 km. Trong đó, cầu bắc qua sông Thu Bồn có chiều dài 1.481 mét, đường dẫn vào cầu 16.800 mét. Phần đường dẫn vào cầu phía thành phố Hội An dài 4,78 km. Phần đường dẫn vào cầu phía huyện Duy Xuyên là 12,04 km.